# سيمون شيبرد
سيمون شيبرد (بالإنجليزية: Simon Shepherd)‏ هو ممثل بريطاني، ولد في 20 أغسطس 1956 في المملكة المتحدة.

## أعمال

### أفلام
- (1989) هنري الخامس
- (1992) مرتفعات ويذرنغ
- (1997) سبايس ورلد[5]

## وصلات خارجية
- سيمون شيبرد على موقع IMDb (الإنجليزية)
- سيمون شيبرد على موقع ميوزك برينز (الإنجليزية)
- سيمون شيبرد على موقع قاعدة بيانات الفيلم (الإنجليزية)